# Stanley Bowles
Pour les articles homonymes, voir Bowles.
Stanley Bowles, dit Stan Bowles né le 24 décembre 1948 à Collyhurst dans le grand Manchester et mort le 24 février 2024, est un joueur international de football anglais qui évolue comme joueur attaquant entre les années 1967 et 1977.

## Biographie

### Vie privée
Stan Bowles meurt le 24 février 2024 à Manchester à l’âge de 75 ans.

## Palmarès
Nottingham Forest (2) :
- Ligue des champions (1) :
  - Vainqueur en 1980.
- Supercoupe d'Europe (1) :
  - Vainqueur en 1980.